# Mathieu Scarpelli
Mathieu Scarpelli est un footballeur français né le 23 juillet 1981 à Grenoble.

## Biographie
En juillet 2009, il signe un contrat de 3 ans à l'EA Guingamp.

## Carrière
- 2001-2004 : FC Échirolles (CFA2)
- 2004-2005 : SO Cassis Carnoux (26 matchs et 22 buts en CFA2)
- 2005-2007 : AC Ajaccio (12 matchs et 3 buts en L1, 37 matchs et 12 buts en L2)
- 2007-2009 : LB Châteauroux (49 matchs et 14 buts en L2)
- 2009-2011 : EA Guingamp (22 matchs et 3 buts en L2, 25 matchs et 15 buts en National, 2 matchs en Ligue Europa)
- 2011- : ÉFC Fréjus-Saint-Raphaël (122 matchs et 45 buts en National)[1]

## Statistiques
Dernière mise à jour le 16 décembre 2014
| Saison      | Club                     | Pays   | Matchs (Buts) | Championnat |
| 2005 - 2006 | AC Ajaccio               | France | 12 (3)        | Ligue 1     |
| 2006 - 2007 | AC Ajaccio               | France | 37 (12)       | Ligue 2     |
| 2007 - 2008 | LB Châteauroux           | France | 12 (6)        | Ligue 2     |
| 2008 - 2009 | LB Châteauroux           | France | 37 (8)        | Ligue 2     |
| 2009 - 2010 | EA Guingamp              | France | 21 (3)        | Ligue 2     |
| 2010 - 2011 | EA Guingamp              | France | 25 (15)       | National    |
| 2011 - 2012 | ÉFC Fréjus-Saint-Raphaël | France | 37 (15)       | National    |
| 2012 - 2013 | ÉFC Fréjus-Saint-Raphaël | France | 38 (15)       | National    |
| 2013 - 2014 | ÉFC Fréjus-Saint-Raphaël | France | 34 (9)        | National    |
| 2014 - 2015 | ÉFC Fréjus-Saint-Raphaël | France | 14 (6)        | National    |